# Eoscarta maculata
Eoscarta maculata är en insektsart som först beskrevs av Walker 1851.  Eoscarta maculata ingår i släktet Eoscarta och familjen spottstritar. Inga underarter finns listade i Catalogue of Life.